# Stenus eumerus
Stenus eumerus – gatunek chrząszcza z rodziny kusakowatych i podrodziny myśliczków (Steninae).
Gatunek ten został opisany w 1850 roku przez Hellmutha von Kiesenwettera.
Chrząszcz o ciele długości od 2,5 do 3 mm. Przedplecze ma silnie punktowane, nieco krótsze i nieco węższe od pokryw. Początkowe tergity odwłoka wyposażone są w jedną lub trzy krótkie, słabo zaznaczone listewki w częściach nasadowych. Stopy pozbawione są sercowatego wcięcia. Samce mają trochę zgrubiałe uda, a w tylnych i środkowych odnóżach ząbki wierzchołkowe na goleniach.
Owad palearktyczny, zamieszkujący Alpy, Pireneje, Karpaty oraz góry Bośni i środkowej Francji. Niekiedy znoszony wezbranymi wodami na niziny. W Polsce bardzo rzadki. Zasiedla miejsca bagniste, gdzie przebywa wśród mchów, korzeni traw i szczątków roślinnych.